# Moenkhausia surinamensis
Moenkhausia surinamensis és una espècie de peix de la família dels caràcids i de l'ordre dels caraciformes.
Adut, pot atènyer fins a 10 cm de llargària total. Viu a àrees de clima tropical a Sud-amèrica, a les conques dels rius Surinam, Saramacca, Oyapock, Approuague, Comté i Sinnamary.